# Фарфор Шантийи

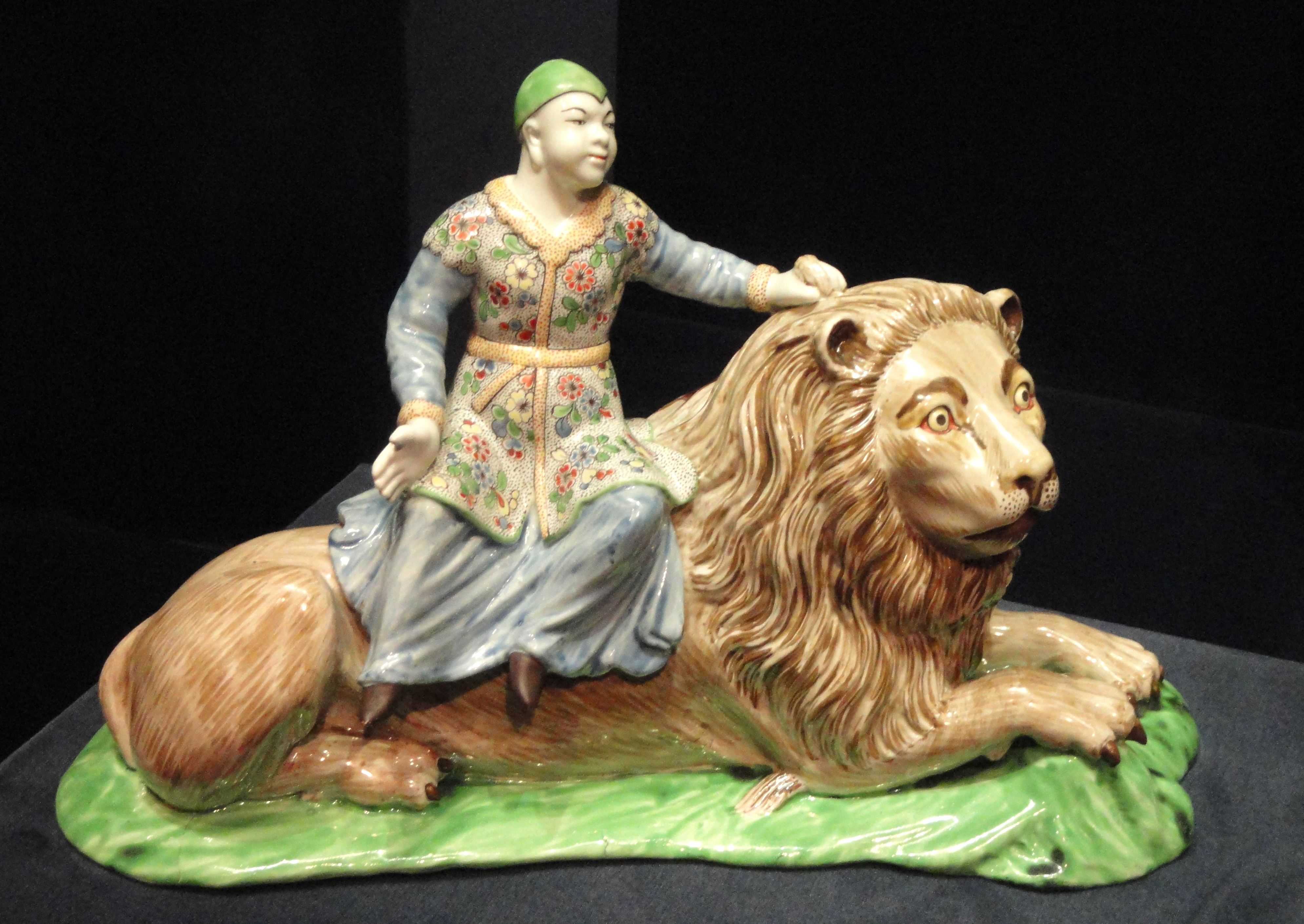
Китаец верхом на льве. Декоративная скульптура

Фарфор Шантийи (Шантильи; фр. Porcelaine de Chantilly) — марка французского фарфора, производившегося в 1730—1800 годах (с перерывами) на мануфактуре, располагавшейся в одноименном городе и принадлежавшей принцам Конде, чья загородная резиденция, замок Шантийи, располагалась поблизости.

## Фон
Принцы Конде являлись младшей ветвью французской королевской династии Бурбонов. В XVII и XVIII столетии они пользовались в королевской Франции огромным богатством и влиянием. В городке Шантийи, расположенном поблизости от их загородного замка, они стимулировали развитие ремёсел (производство фарфора, кружев и т. д.), одновременно выступая основными заказчиками производимой продукции. 
Фарфоровая мануфактура (завод) в Шантийи была основана в 1730 году одним из принцев Конде. По задумке основателя, фарфоровая мануфактура в первую очередь должна была конкурировать с фарфоровой мануфактурой в Сен-Клу, принадлежавшей герцогам Орлеанским, а также импортным, китайским и саксонским (мейсенским) фарфором. Самые знаменитые в дальнейшем во Франции фарфоровые заводы в Севре и Лиможе в те времена ещё не существовали: так, Лиможский фарфоровый завод будет основан только в 1770 году — ровно на 50 лет позже. 
Принц Конде был заядлым коллекционером китайского и японского фарфора, который в то время вошёл в Европе в большую моду (см. стиль шинуазри). Неудивительно, что изделия мануфактуры в Шантийи раннего периода в основном имитировали восточноазиатские образцы, в том числе японский полихромный стиль росписи фарфора «Какиэмон». Уже в этот период мануфактура производила широкий ассортимент изделий (сервизы, вазы, статуэтки, супницы, сливочники, чашки, тарелки и т. д.).
В 1735 году король Людовик XV официально выдал мануфактуре патент на производство фарфора «façon de Japon» («в японском стиле»). В этом документе, подписанном королём, указывалось, что к тому моменту мануфактура действовала успешно уже десять лет (то есть с 1725 года), однако сегодня некоторые историки сомневаются, что мануфактура действительно уже существовала ранее 1730 года, когда принцем Конде были куплены здания, в которых она в дальнейшем располагалась. 
Принц де Конде умер в 1740 году, после чего объёмы производства значительно сократились. Сравнительно немногочисленные сохранившиеся изделия мануфактуры этого периода уже в 19 веке так ценились коллекционерами, что их целенаправленно копировали, хотя они сами задумывались как авторизованные копии с китайских и японских образцов. 
В 1750-е годы основание Севрской фарфоровой мануфактуры, находившейся под особым королевским покровительством, включая монополию на производство фарфора с полихромным декором (патент от 1752 года), ещё более сократило влияние мануфактуры Шантийи. Тем не менее мануфактура функционировала и даже пережила французскую революцию. По некоторым данным, в 1792 году мануфактуру купил англичанин Кристофер Поттер (хотя о преемственности его мануфактуры от оригинальной ведутся споры). В любом случае, производство фарфора Поттера окончательно обанкротилось в 1800 году.

## Галерея

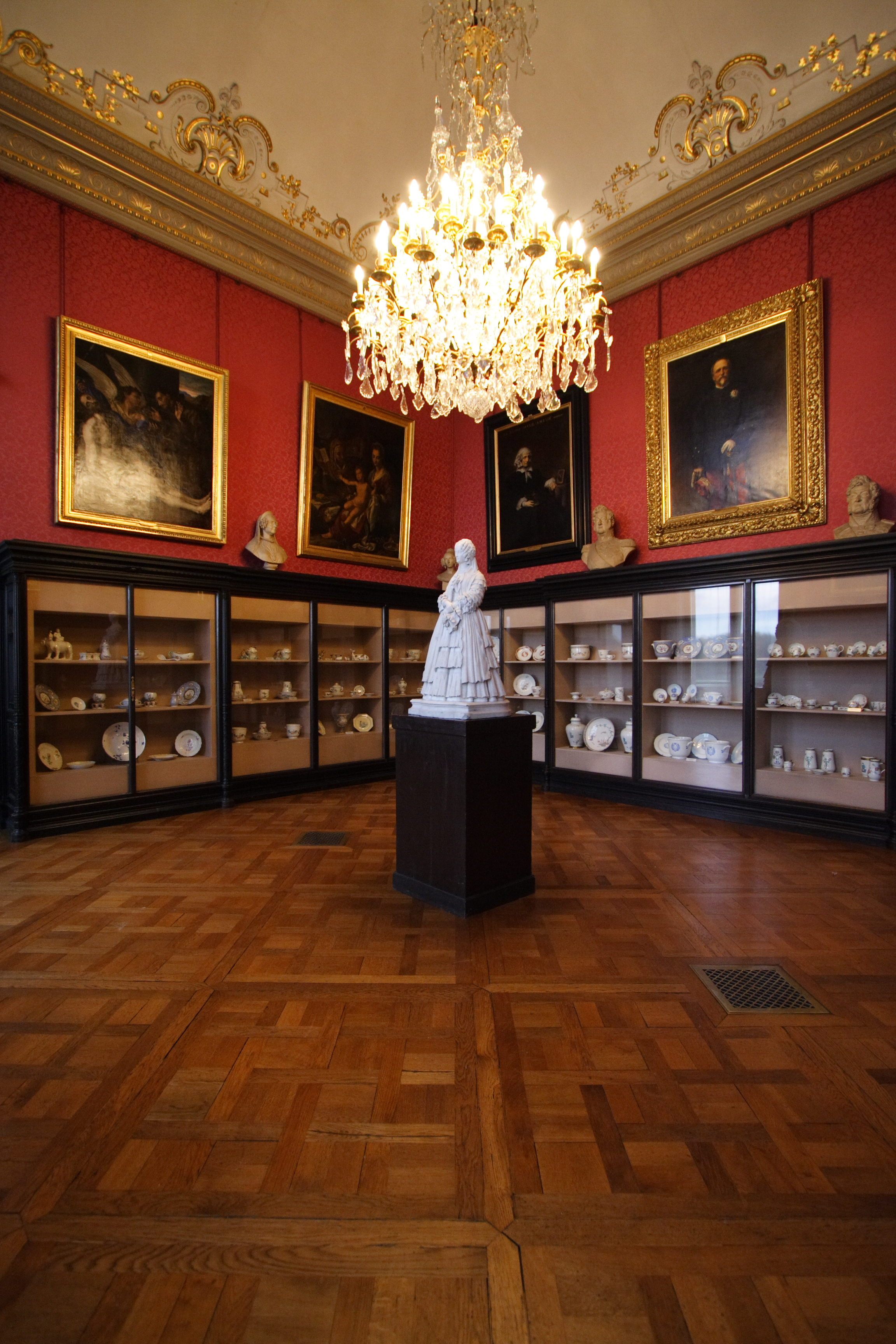
Фарфоровая гостиная в замке-музее Шантийи (Шантильи) в наши дни, содержащая коллекцию фарфора
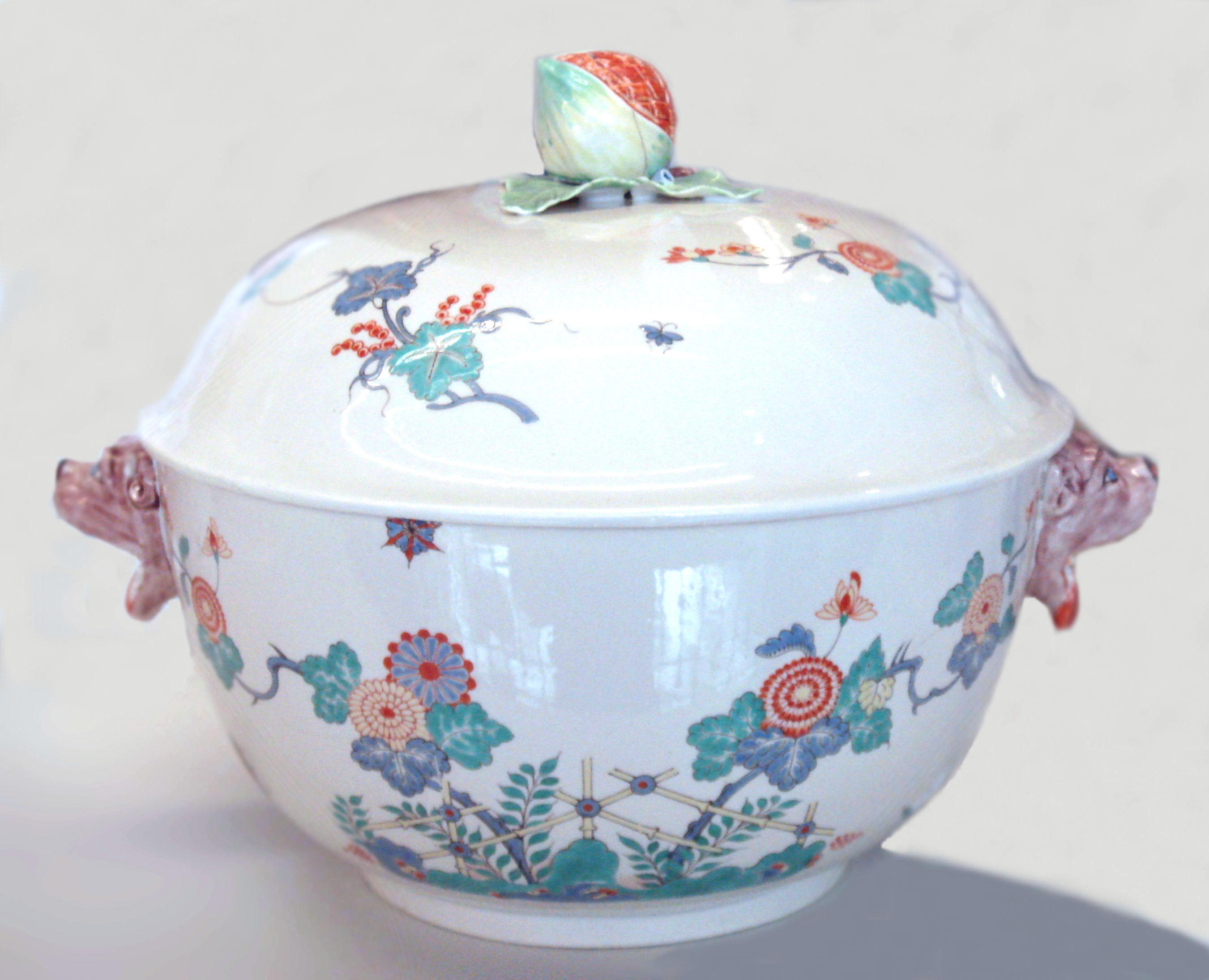
Террин с имитацией японской росписи в стиле какиэмон
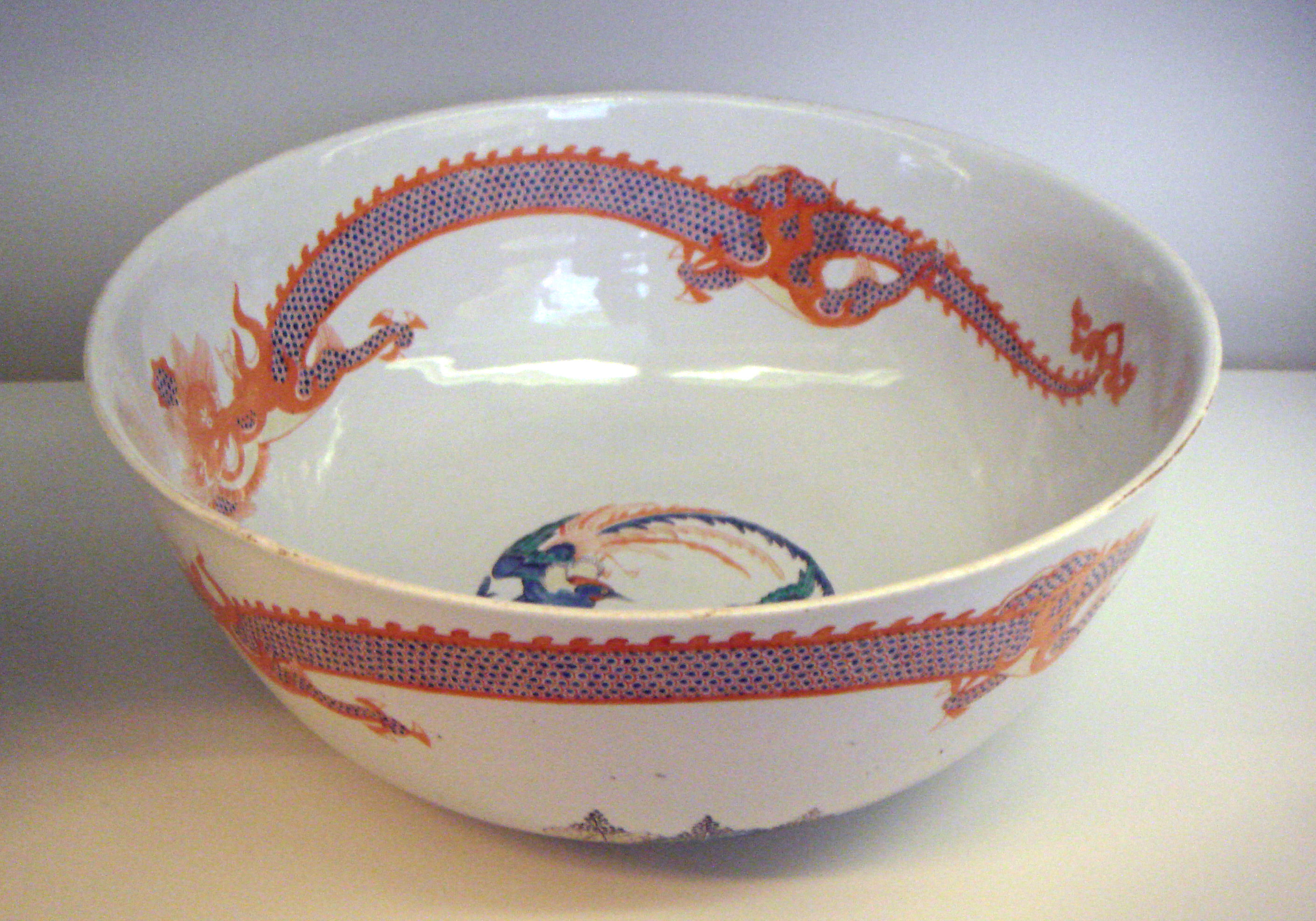
Пиала с драконом в китайском стиле
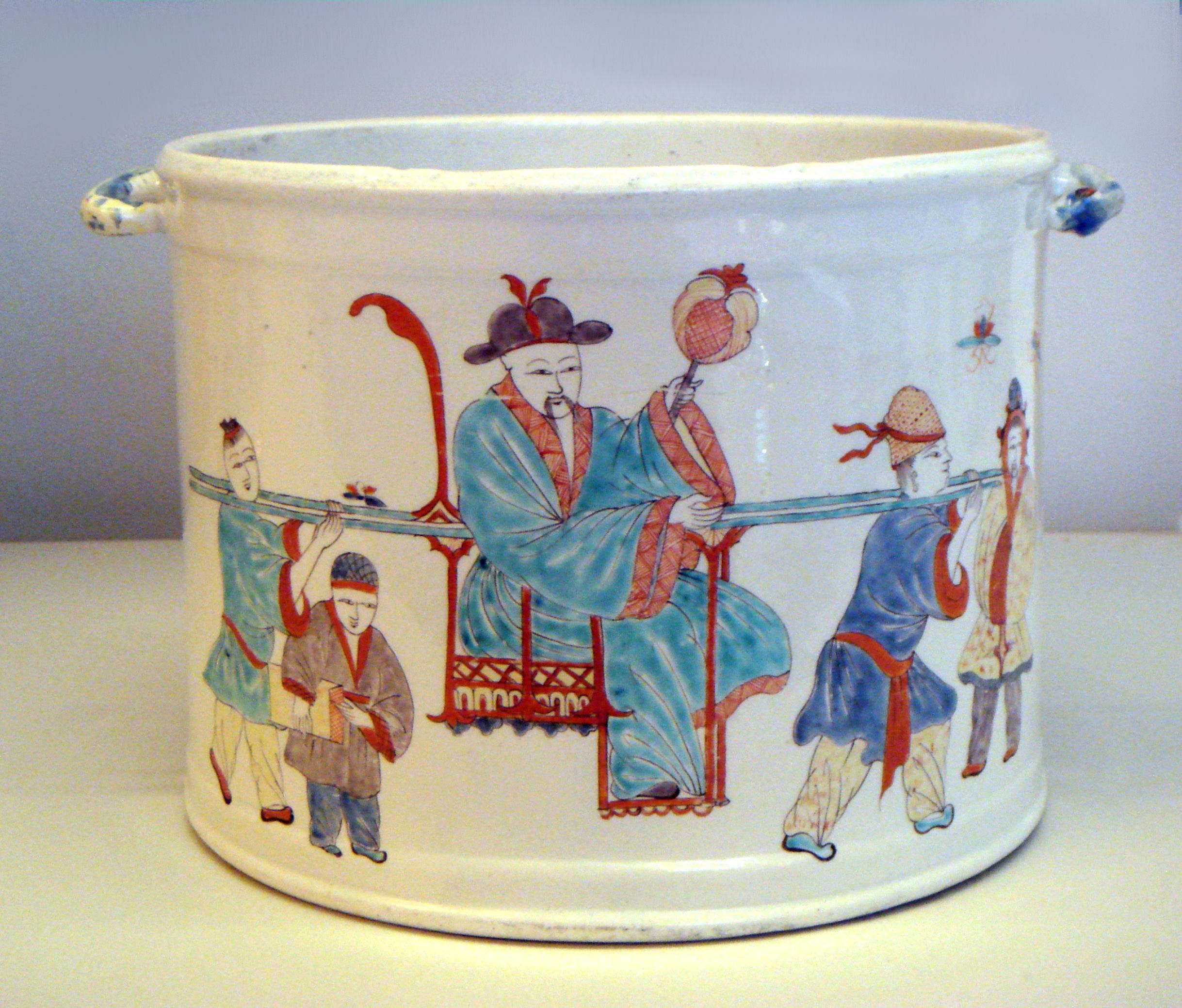
Чаша в китайском стиле
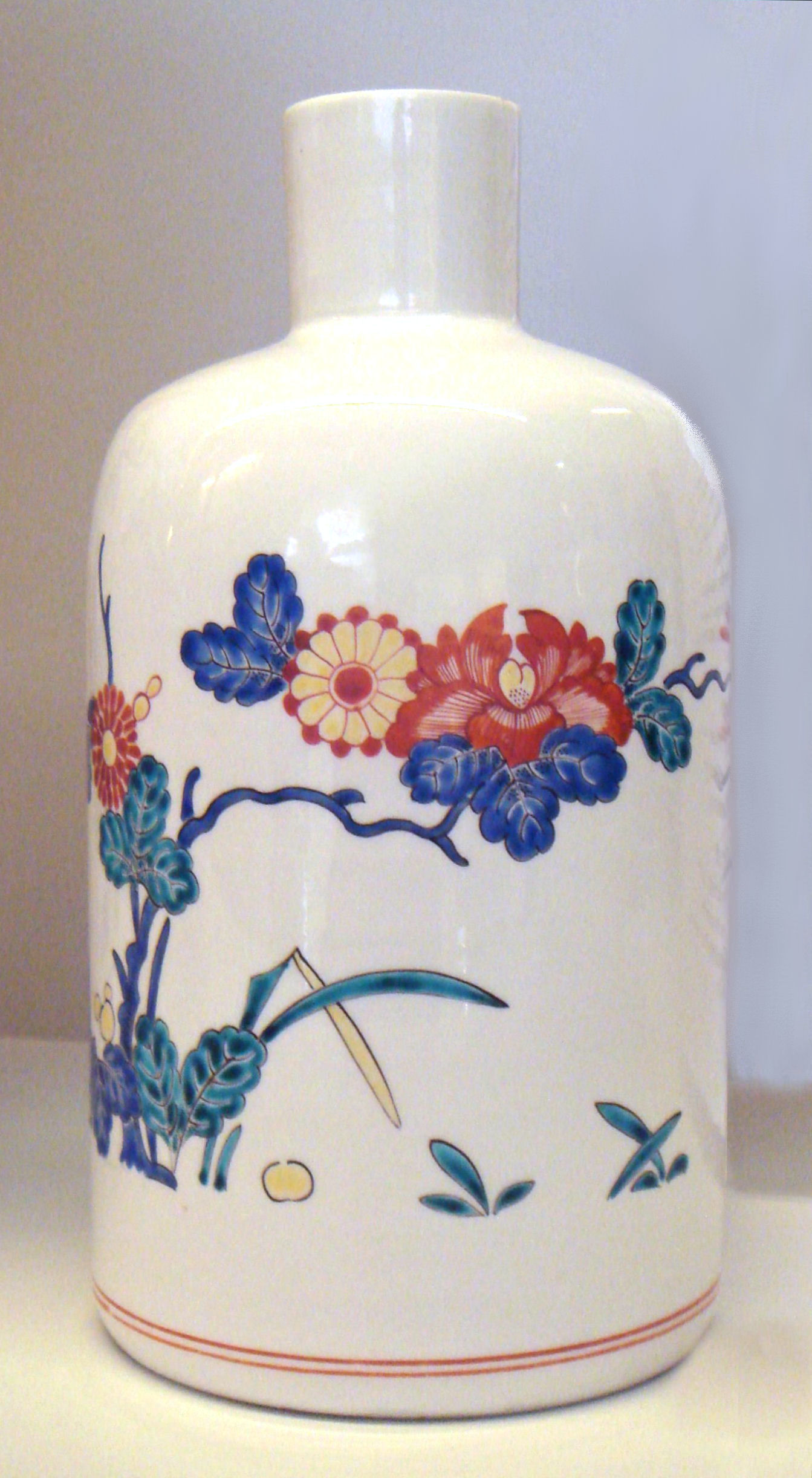
Бутыль с росписью в стиле какиэмон
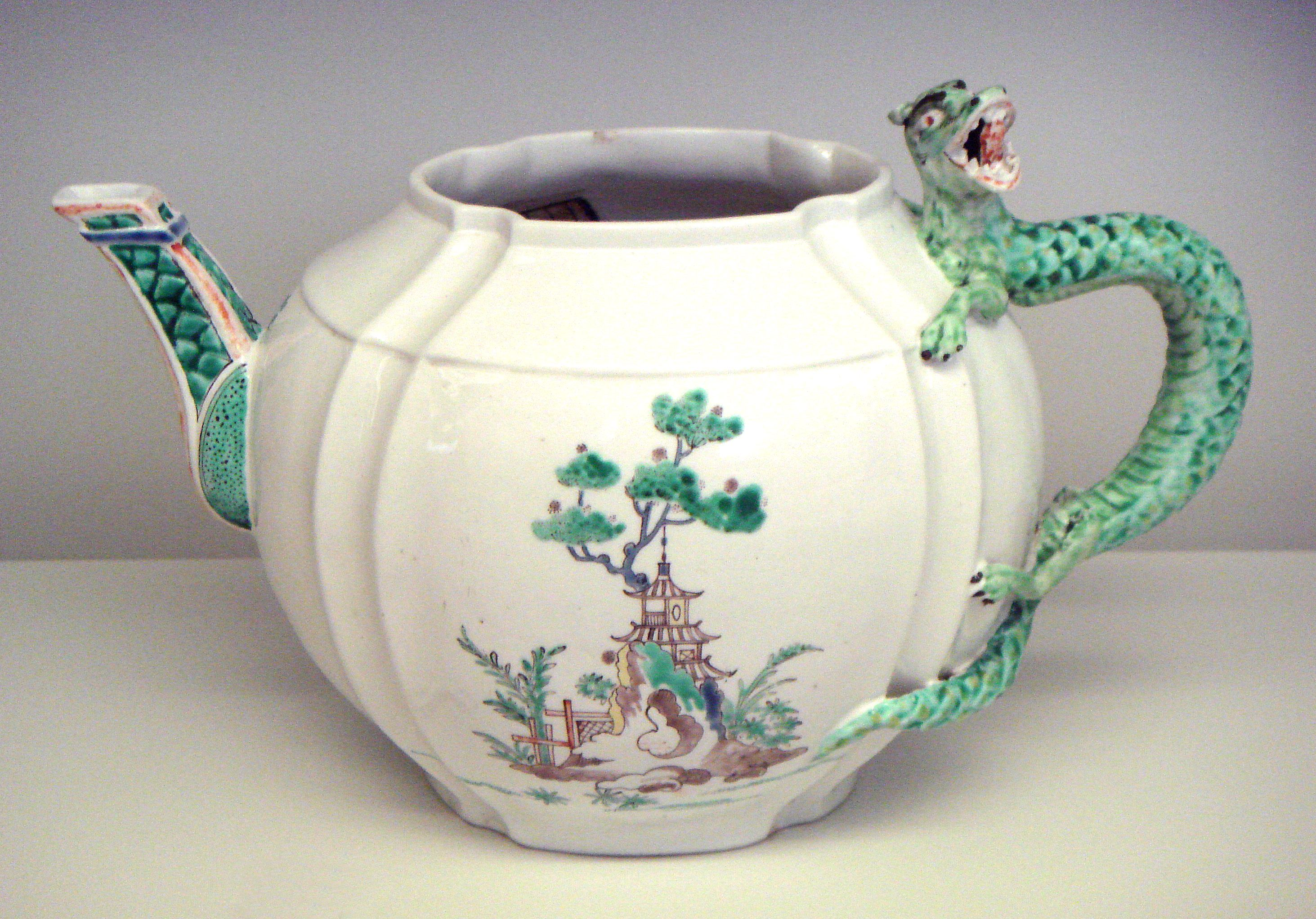
Чайник с драконом, отдалённо напоминающим китайского
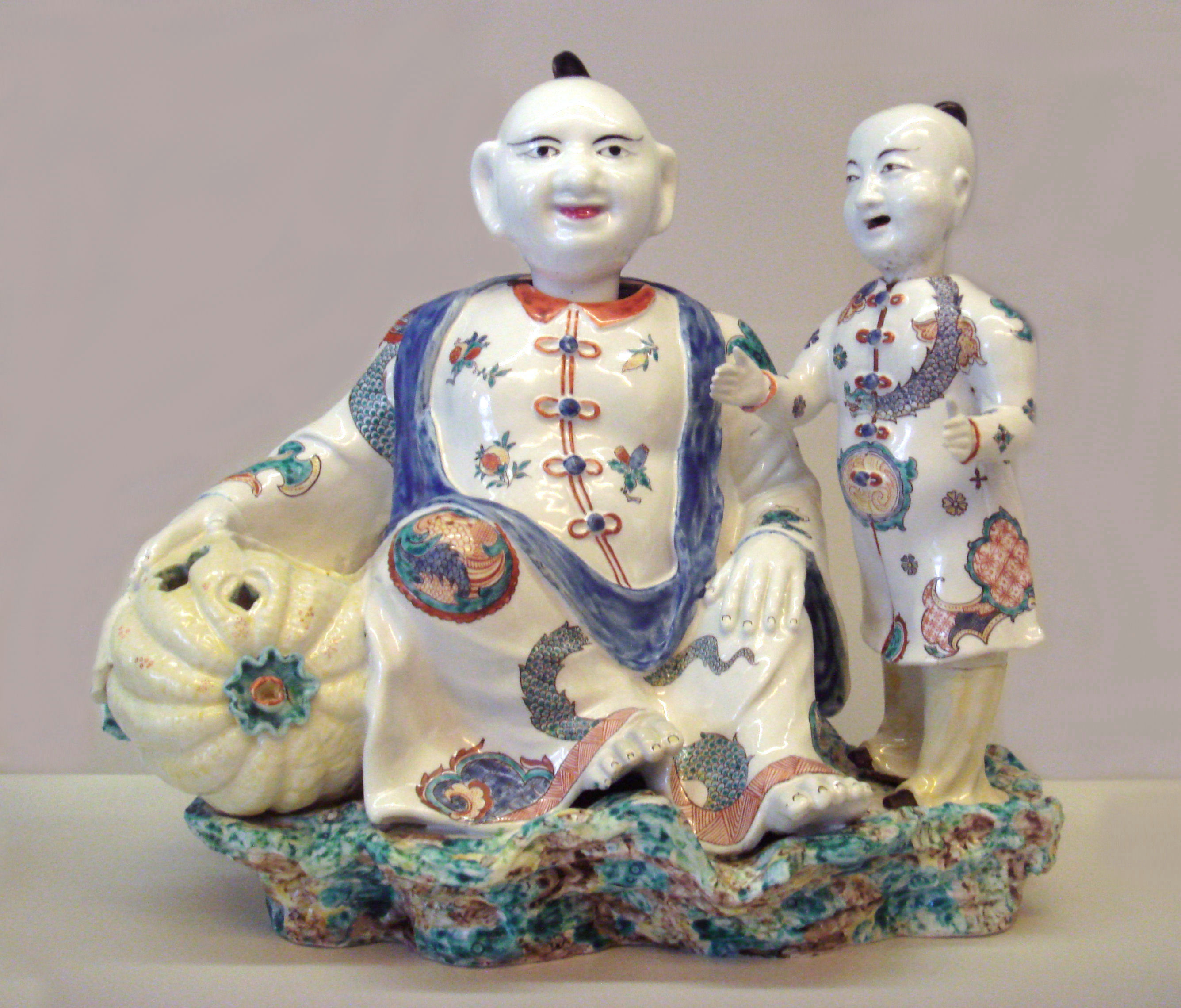
Фарфоровая статуэтка «Китайцы»
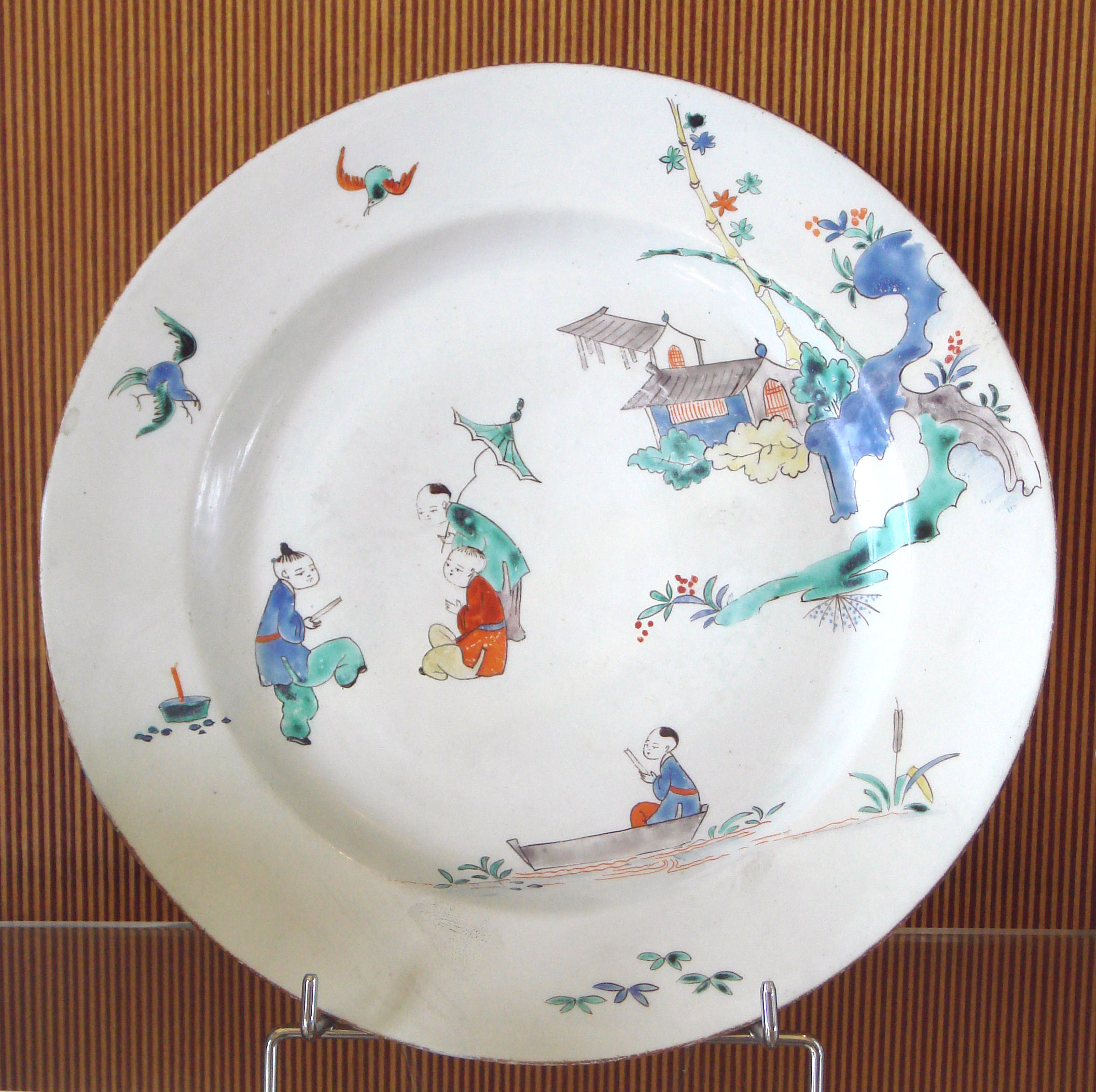
Тарелка в японском стиле
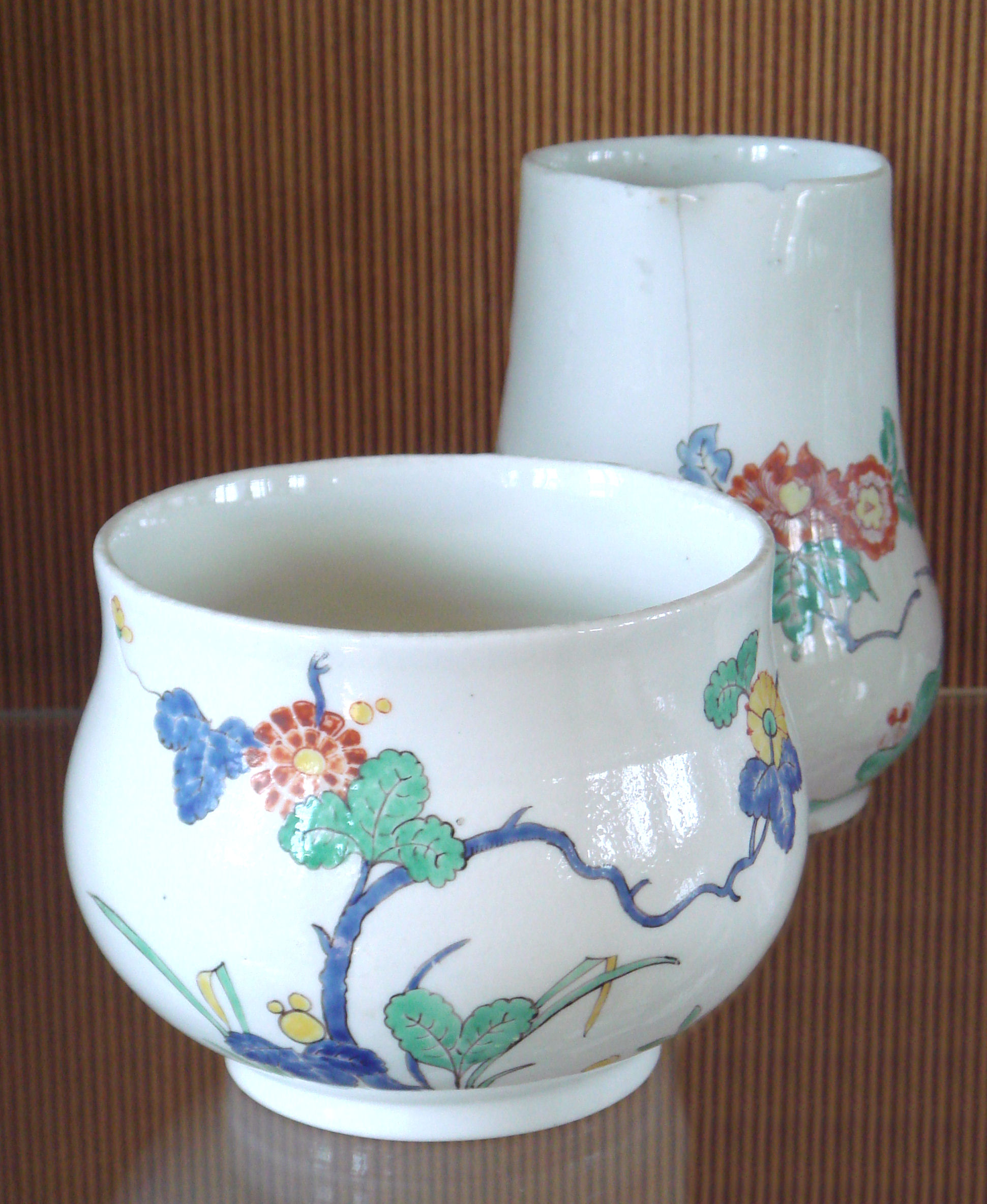
Сахарница и сосуд в японском стиле
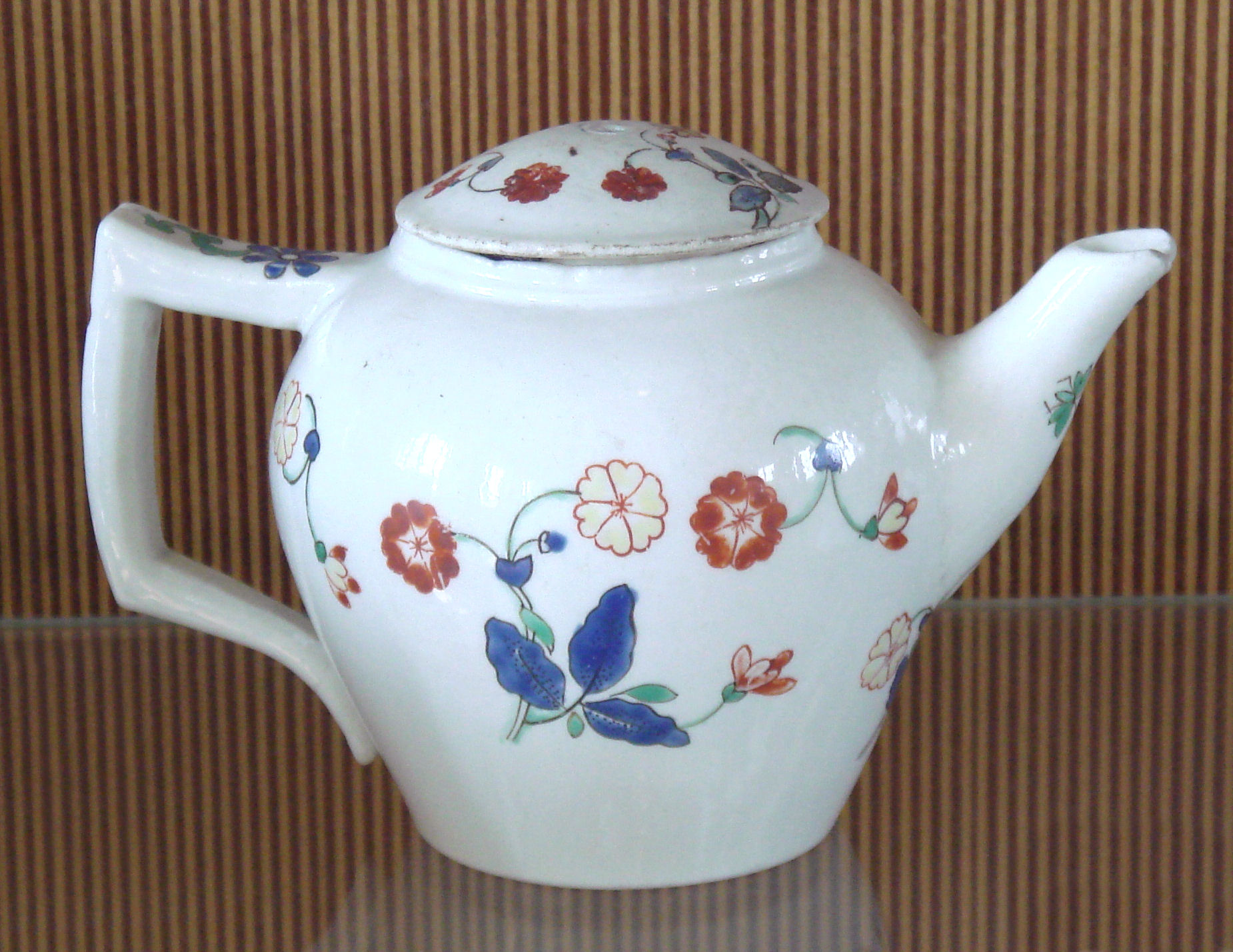
Молочник (?) в японском стиле
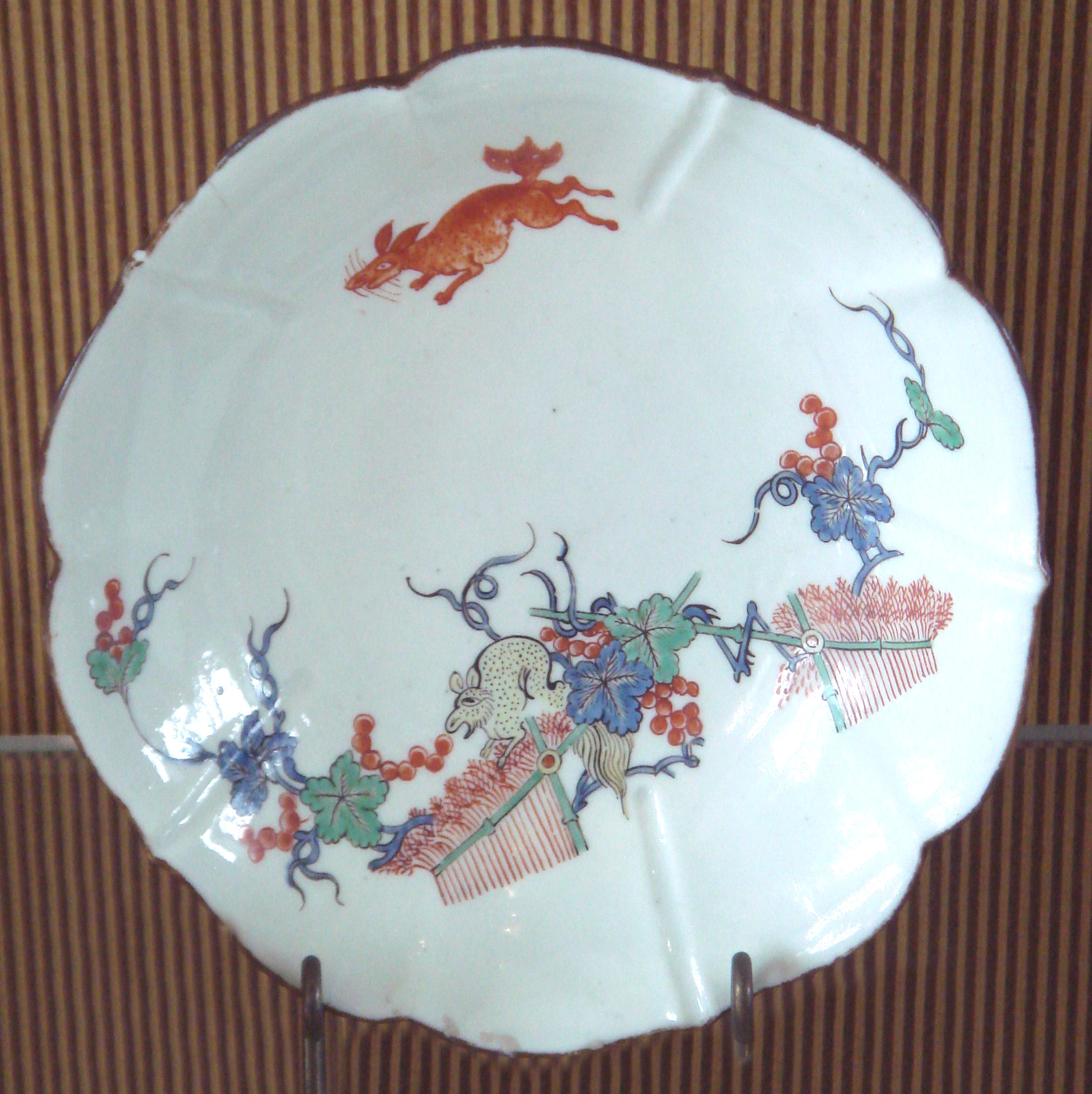
Тарелка с «японской» росписью
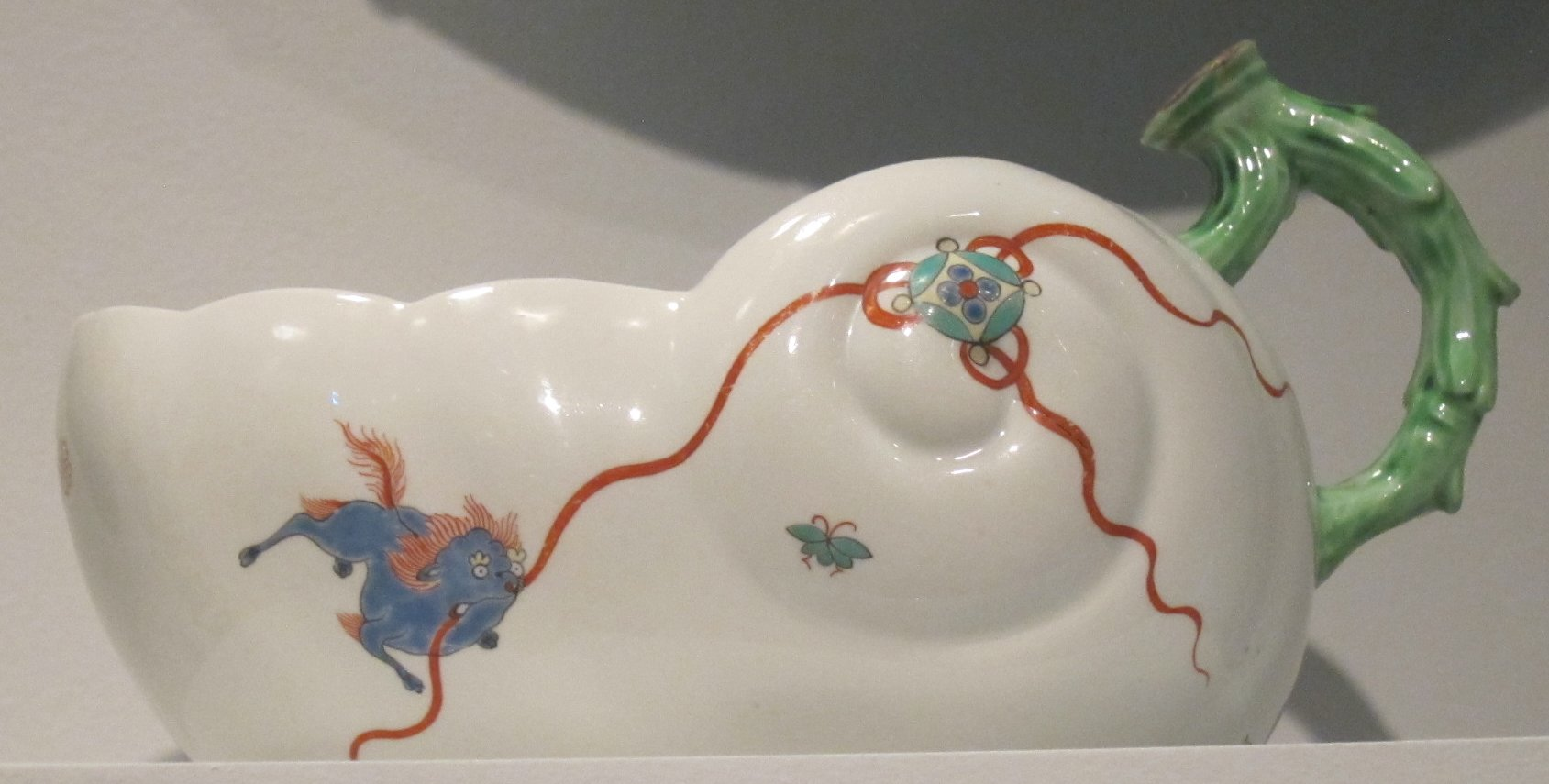
Сосуд с «японской» росписью